# York University

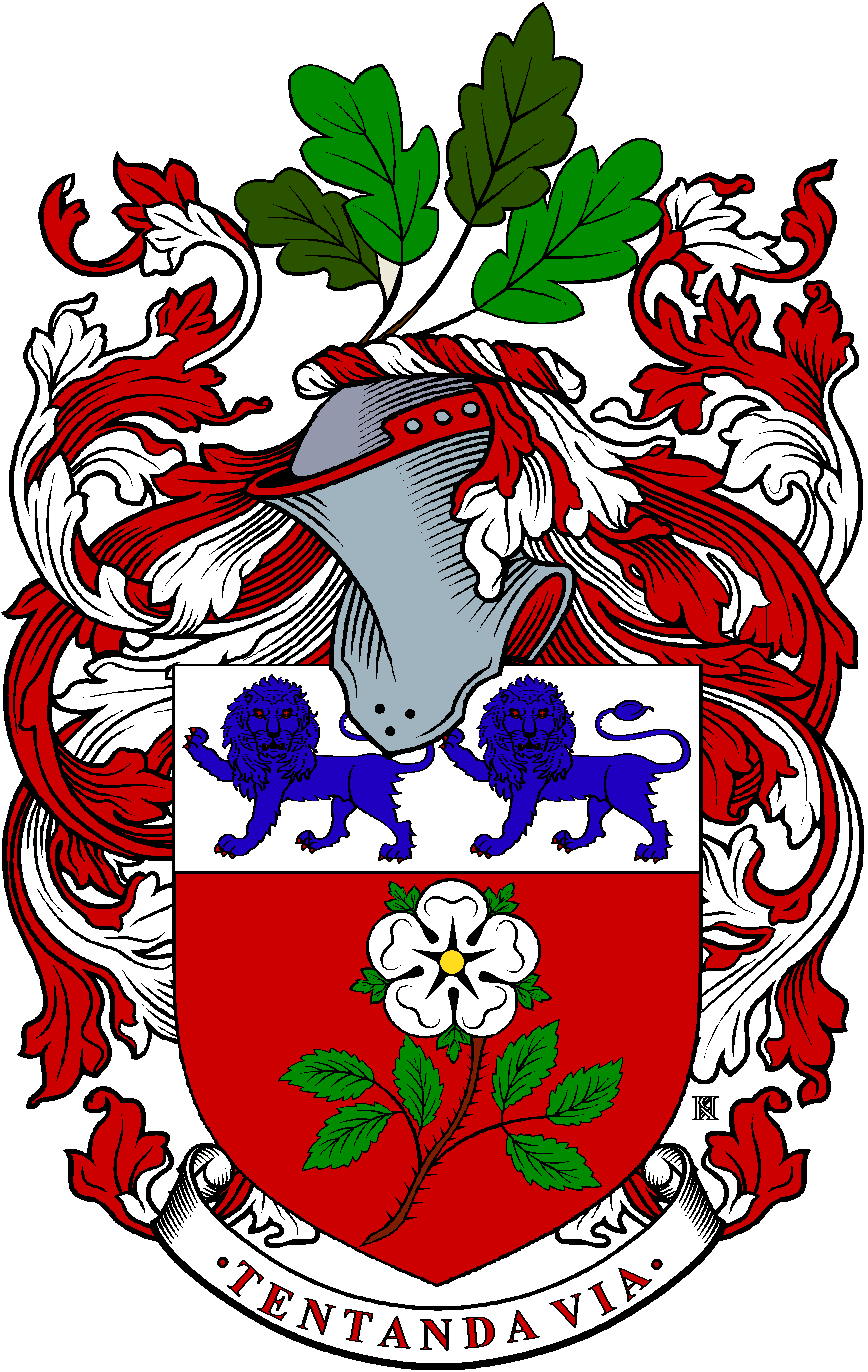
Heraldisk vapensköld för York University.

York University är Kanadas tredje största universitet, och är beläget i Toronto, Ontario. Det har omkring 50 000 studenter och 7 000 anställda.
York University placerade sig på plats 511-520 2020 i QS Universitetsvärldsrankning över världens bästa universitet.